# Cattedrale dell'Immacolata Concezione (Sligo)
La cattedrale dell'Immacolata Concezione (in inglese: Cathedral of the Immaculate Conception) è la cattedrale cattolica di Sligo, in Irlanda, e sede della diocesi di Elphin.

## Storia
I lavori per la costruzione dell'edificio hanno avuto inizio nel 1869. La cattedrale è stata costruita in stile normanno, ed è l'unica cattedrale normanna edificata nel XIX secolo presente in Irlanda. La cattedrale è stata inaugurata il 26 luglio 1874 dal cardinale di Dublino Paul Cullen e consacrata il 1º luglio 1897. La torre dell'orologio è stata progettata dallo studio Gillet & Bland di Londra ed edificata nel 1877.
La Cattedrale ha subito lavori di ristrutturazione in due occasioni. La più recente ristrutturazione si è avuta tra il 1974 ed il 1975, per conformare gli spazi interni alle nuove norme liturgiche introdotte dopo il  Concilio Vaticano II.